# نانسي جوان
نانسي جوان (بالإنجليزية: Nancy Kwan)‏ (و. 1939 – م) هي ممثلة، وصاحبة مطعم، وممثلة تلفزيونية، من الولايات المتحدة الأمريكية، ولدت في هونغ كونغ.

## وصلات خارجية
- نانسي جوان على موقع IMDb (الإنجليزية)
- نانسي جوان على موقع ألو سيني (الفرنسية)
- نانسي جوان على موقع ميوزك برينز (الإنجليزية)
- نانسي جوان على موقع أول موفي (الإنجليزية)
- نانسي جوان على موقع قاعدة بيانات الأفلام السويدية (السويدية)
- نانسي جوان على موقع إن إن دي بي (الإنجليزية)
- نانسي جوان على موقع قاعدة بيانات الفيلم (الإنجليزية)
- نانسي جوان على موقع كينوبويسك (الروسية)